# Fernando Carballo Blanco
Fernando Carballo Blanco (Valladolid, 30 de maig de 1924 - Dénia, Marina Alta, 5 de novembre de 1993) fou un anarcosindicalista i resistent antifranquista espanyol.

## Biografia
El seu pare, Aniceto Carballo, era un militant de la CNT que treballava a la Companyia dels Camins de Ferro del Nord d'Espanya i que fou afusellat pels revoltats a Valladolid el 1936. La seva mare, Concepción Blanco, fou internada a l'Hospital de Valladolid, i ell fou empresonat cinc mesos en 1939 per no voler rectificar i dir que son pare havia estat executat, com volia el comissari, i no assassinat, com deia ell.
Un cop alliberat el 1940 s'establí a València, on malvivia treballant de fuster i fou detingut per robar uns cacauets. A la presó contactà amb militants de la CNT. El 1942 treballà recollint i sembrant arròs a Vinaròs, València i Tarragona alhora que tractava amb animals i feia d'estraperlista. El 1946 fou detingut a Móra d'Ebre quan es resistí a un sereno li volia prendre-li l'oli d'estraperlo. El 1947 fou alliberat, i el 1948 novament empresonat sota acusació de pertànyer a Socors Roig Internacional. Finalment fou acusat de robatori a Tivissa i condemnat a 13 anys de presó. El 1949 fou enviat al penal d'El Puerto de Santa María i d'allí al penal d'Ocaña, on va aprendre l'ofici de sastre. El 1955 va rebre la llibertat condicional i el 1956 es casà amb Juana Rodríguez Olivar.
El 1963 s'afilià a la CNT i es dedicà a tasques propagandístiques per a Defensa Interior. L'11 d'agost de 1964 va ser detingut al carrer Princesa de Madrid amb l'activista anarquista escocès Stuart Christie per tinença d'explosius i per intenció de cometre atemptats contra el règim aprofitant el partit de futbol Espanya-URSS a l'estadi Santiago Bernabéu de Madrid que s'havia celebrat el juny d'aquell any. L'1 de setembre de 1964 un consell de guerra el condemnà a 30 anys de presó i Christie a 20.
El novembre de 1969 portà a terme una vaga de fam per obtenir l'estatus de pres polític. El novembre de 1970, a la presó de Burgos, realitzà una nova vaga de fam en solidaritat amb els presos d'ETA. Fins al 1971 restà tancat a Burgos, de 1971 a 1975 a Alacant i després passà per diverses presons (Còrdova, Valladolid, Alcalá de Henares, Jaén, El Puerto, Carabanchel, etc.). El desembre de 1976, després de passar 26 anys tancat, convertint-se en el pres polític que passà més temps empresonat pel franquisme, des de França s'engegà una campanya per obtenir el seu alliberament. Finalment fou amnistiat i alliberat el 13 de gener de 1977 del Reformatori d'Adults d'Alacant.
En sortí de la presó intervingué en mítings i xerrades de la CNT a París, Bordeus i San Sebastián de los Reyes. Es va instal·lar primer a Alacant i després a Dénia. Fou detingut novament el gener de 1979 i condemnat a un any i mig de presó. Va morir el 5 de novembre de 1993 a Dénia d'una aturada cardíaca mentre dormia.